# John Guille Millais
Pour les articles homonymes, voir Millais.
John Guille Millais, né le 24 mars 1865 à Londres ou à Perth (Écosse) et mort le 24 mars 1931 à Horsham (Sussex de l'Ouest), est un artiste et naturaliste britannique.

## Biographie
John Guille Millais naît le 24 mars 1865 à Londres, ou à Perth.
Il est le quatrième fils, et l'un des huit enfants de John Everett Millais et de Effie Gray.
Il fait ses études à Marlborough et à Trinity, Cambridge, avant de servir dans l'armée pendant 11 ans, jusqu'en 1893.
Il voyage et chasse en Afrique du Sud et en Afrique centrale, ainsi qu'en Islande, en Amérique occidentale, au Canada, à Terre-Neuve, en Norvège, en Alaska, dans les régions arctiques et dans les Carpates.
Dans son livre The Natural History of British Game Birds les principales planches en couleurs sont de Thorburn, mais l’auteur peint lui-même leurs parades nuptiales et autres activités.

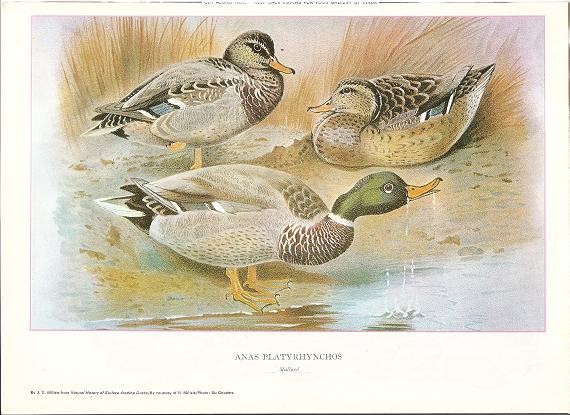
Canard colvert provenant de British Surface Feeding Ducks par J. G. Millais (1913).

Peintre et sculpteur animalier, il organise des expositions de ses œuvres en 1910 et 1921. 
Pendant la Première Guerre mondiale, bien qu'âgé d'une cinquantaine d'années, il sert dans les services de renseignement de la marine en tant qu'espion en Islande et en Norvège.
Il est le biographe, en 1918, du grand chasseur F. C. Selous.
En 1924, il publie Far Away up the Nile, un récit de vacances de chasse au gros gibier, illustré par des croquis réalisés par lui-même et son fils. Il est l'auteur de nombreux ouvrages sur le sport et l'histoire naturelle.
Il constitue une collection de quelque trois mille oiseaux pour son musée privé à Horsham, et les arrange avec beaucoup d'habileté, de patience et de connaissances.
John Guille Millais meurt le 24 mars 1931 à Horsham.

## Publications
- (en) British Deer and Their Horns, Londres, H. Sotheran and co., 1897 (lire en ligne).
- (en) The Natural History of British Game Birds, 1909 (lire en ligne).
- (en) Life of Frederick Courtenay Selous, D.S.O., 1919, 2e éd. (1re éd. 1918) (lire en ligne).
- (en) Far Away Up the Nile, 1924, 254 p. (lire en ligne).